# میخایلو رومانچوک
میخایلو رومانچوک (اوکراینی: Михайло Романчук؛ زادهٔ ۷ اوت ۱۹۹۶) ورزشکار ورزش شنا اهل اوکراین است.
وی در مسابقات کشوری و بین‌المللی در مجموع برندهٔ ۷ مدال طلا، ۷ مدال نقره و ۳ مدال برنز شده‌است.